# Сага за Фритьоф
„Сага за Фритьоф“ (на исландски: Friðþjófs saga hins frœkna) е сага, записана в сегашната си форма в Исландия около 1300 година.
Продължение на „Сага за Торстейн Викингсон“, тя описва събития в Норвегия от VIII век. Главен герой е Фритьоф Безстрашния, син на Торстейн, който израства с Ингеборг, но братята ѝ не му разрешават да се ожени за нея. След поредица перипетии, той се омъжва за Ингеборг, наследява трона на починалия ѝ съпруг и отмъщава на братята ѝ.
„Сага за Фритьоф“ придобива широка известност, след като през 1820-1825 година Есаяс Тегнер публикува своя поетична преработка на сагата.